# Sendim (Felgueiras)
Sendim é uma povoação portuguesa sede da Freguesia de Sendim do Município de Felgueiras, freguesia com 7,03 km² de área e 1564 habitantes (censo de 2021), tendo, por isso, uma densidade populacional de 222,5 hab./km².

## Demografia
A população registada nos censos foi:
| Distribuição da População por Grupos Etários | Distribuição da População por Grupos Etários | Distribuição da População por Grupos Etários | Distribuição da População por Grupos Etários | Distribuição da População por Grupos Etários |
| -------------------------------------------- | -------------------------------------------- | -------------------------------------------- | -------------------------------------------- | -------------------------------------------- |
| Ano                                          | 0-14 Anos                                    | 15-24 Anos                                   | 25-64 Anos                                   | > 65 Anos                                    |
| 2001                                         | 402                                          | 326                                          | 886                                          | 161                                          |
| 2011                                         | 292                                          | 226                                          | 936                                          | 173                                          |
| 2021                                         | 204                                          | 190                                          | 924                                          | 246                                          |

## Património
- Villa romana de Sendim
- Aldeia de Codeçais